# 정글 시티 스튜디오
정글 시티 스튜디오(영어: Jungle City Studios)는 앨리샤 키스와 오랜 기간 동안 함께 작업한 엔지니어이자 스튜디오 코디네이터 앤 미니시엘리가 소유하고 있는 녹음실이다. 맨해튼의 첼시에 위치하여 있다.

## 녹음한 음반
- 비욘세 - 4 (2011)
- 리한나 - Talk That Talk (2011)
- 펀 - Some Nights (2012)
- 저스틴 팀버레이크 - The 20/20 Experience (2013)
- 제이Z - Magna Carta... Holy Grail (2013)
- 비욘세 - Beyoncé (2013)
- 이기 아젤리아 - The New Classic (2014)
- 에드 시런 - X (2014)
- 제이 콜 - 2014 Forest Hills Drive (2014)
- 테일러 스위프트 - 1989 (2014)
- 저스틴 비버 - Purpose (2015)
- 리한나 - Anti (2016)
- 켄드릭 라마 - DAMN. (2017)
- 로드 - Melodrama (2017)
- 아리아나 그란데 - Thank U, Next (2019)
- 위켄드 - After Hours (2020)
- 앨리샤 키스 - Alicia (2020)
- 아리아나 그란데 - Positions (2020)